# San Isidro del Durazno
San Isidro del Durazno är en ort i Mexiko.   Den ligger i kommunen Dolores Hidalgo och delstaten Guanajuato, i den centrala delen av landet, 260 km nordväst om huvudstaden Mexico City. San Isidro del Durazno ligger 1 984 meter över havet och antalet invånare är 164.
Terrängen runt San Isidro del Durazno är platt åt sydost, men åt nordväst är den kuperad. Terrängen runt San Isidro del Durazno sluttar österut. Runt San Isidro del Durazno är det ganska tätbefolkat, med 96 invånare per kvadratkilometer. Närmaste större samhälle är Dolores Hidalgo, 10,6 km norr om San Isidro del Durazno. Trakten runt San Isidro del Durazno består i huvudsak av gräsmarker.